# Gran Premi Miguel Indurain 2021
El Gran Premi Miguel Indurain 2021 fou la 72a edició del Gran Premi Miguel Indurain. La cursa es va disputar el 3 d'abril de 2021 i formava part del calendari de l'UCI ProSeries 2021 amb una categoria 1.Pro.
El vencedor final fou l'espanyol Alejandro Valverde (Movistar Team), que s'imposà en solitari en l'arribada a Estella després d'atacar en els darrers quilòmetres. Alexey Lutsenko (Astana-Premier Tech) i Luis León Sánchez (Astana-Premier Tech), completaren el podi.

## Equips participants
L'organització va convidar a 19 equips: nou de categoria WorldTeam, vuit ProTeams i dos equips continentals.
| WorldTeams (9)- Astana-Premier Tech - Bahrain Victorious - Cofidis - Ineos Grenadiers - Israel Start-Up Nation - Movistar Team - Team BikeExchange - Trek-Segafredo - UAE Team Emirates ProTeams (8)- Arkéa-Samsic - Burgos-BH - Caja Rural-Seguros RGA - Eolo-Kometa - Equipo Kern Pharma - Euskaltel-Euskadi - Rally Cycling - Total Direct Énergie Equips continentals (2)- Efapel - Electro Hiper Europa |
| |

## Classificació final
| \| Classificació general \| Classificació general \| Classificació general \| Classificació general \| Classificació general \| \| Corredor \| Corredor \| Equip \| Temps \| \| \| --------------------- \| ----------------------------- \| ---------------------- \| --------------------- \| --------------------- \| \| 1r \| Alejandro Valverde Belmonte \| Movistar Team \| 5h 10' 47" \| \| \| 2n \| Aleksei Lutsenko \| Astana-Premier Tech \| + 6" \| \| \| 3r \| Luis León Sánchez Gil \| Astana-Premier Tech \| + 15" \| \| \| 4t \| Peio Bilbao López de Armentia \| Bahrain Victorious \| + 17" \| \| \| 5è \| Élie Gesbert \| Arkéa-Samsic \| + 18" \| \| \| 6è \| Krists Neilands \| Israel Start-Up Nation \| + 21" \| \| \| 7è \| Bauke Mollema \| Trek-Segafredo \| + 21" \| \| \| 8è \| Jesús Herrada López \| Cofidis \| + 21" \| \| \| 9è \| Omar Fraile Matarranz \| Astana-Premier Tech \| + 21" \| \| \| 10è \| Laurens De Plus \| Ineos Grenadiers \| + 30" \| \| \| 11è \| Ben Hermans \| Israel Start-Up Nation \| + 30" \| \| \| 12è \| Gino Mäder \| Bahrain Victorious \| + 31" \| \| \| 13è \| Pierre Latour \| Total Direct Énergie \| + 49" \| \| \| 14è \| Guillaume Martin \| Cofidis \| + 53" \| \| \| 15è \| Anthony Delaplace \| Arkéa-Samsic \| + 54" \| \| \| 16è \| Roger Adrià Oliveras \| Equipo Kern Pharma \| + 59" \| \| \| 17è \| Toms Skujiņš \| Trek-Segafredo \| + 1' 03" \| \| \| 18è \| Jesús Ezquerra \| Burgos-BH \| + 1' 04" \| \| \| 19è \| Mathieu Burgaudeau \| Total Direct Énergie \| + 1' 04" \| \| \| 20è \| Sebastián Henao Gómez \| Ineos Grenadiers \| + 1' 04" \| \| |                               |                        |            |
| |                               |                        |            |
| Font: ProCyclingStats |                               |                        |            |
| Classificació general |                               |                        |            |
| Corredor | Corredor                      | Equip                  | Temps      |
| 1r | Alejandro Valverde Belmonte   | Movistar Team          | 5h 10' 47" |
| 2n | Aleksei Lutsenko              | Astana-Premier Tech    | + 6"       |
| 3r | Luis León Sánchez Gil         | Astana-Premier Tech    | + 15"      |
| 4t | Peio Bilbao López de Armentia | Bahrain Victorious     | + 17"      |
| 5è | Élie Gesbert                  | Arkéa-Samsic           | + 18"      |
| 6è | Krists Neilands               | Israel Start-Up Nation | + 21"      |
| 7è | Bauke Mollema                 | Trek-Segafredo         | + 21"      |
| 8è | Jesús Herrada López           | Cofidis                | + 21"      |
| 9è | Omar Fraile Matarranz         | Astana-Premier Tech    | + 21"      |
| 10è | Laurens De Plus               | Ineos Grenadiers       | + 30"      |
| 11è | Ben Hermans                   | Israel Start-Up Nation | + 30"      |
| 12è | Gino Mäder                    | Bahrain Victorious     | + 31"      |
| 13è | Pierre Latour                 | Total Direct Énergie   | + 49"      |
| 14è | Guillaume Martin              | Cofidis                | + 53"      |
| 15è | Anthony Delaplace             | Arkéa-Samsic           | + 54"      |
| 16è | Roger Adrià Oliveras          | Equipo Kern Pharma     | + 59"      |
| 17è | Toms Skujiņš                  | Trek-Segafredo         | + 1' 03"   |
| 18è | Jesús Ezquerra                | Burgos-BH              | + 1' 04"   |
| 19è | Mathieu Burgaudeau            | Total Direct Énergie   | + 1' 04"   |
| 20è | Sebastián Henao Gómez         | Ineos Grenadiers       | + 1' 04"   |